# Танцура Вадим Анатолійович
Вади́м Анато́лійович Танцу́ра — прапорщик міліції.

## З життєпису
Тимчасовий виконувач обов'язків інспектора дорожньо-патрульної служби ДАІ МВС України, ДАІ міста Донецька.
Розстріляний двома невідомими у камуфляжній формі поблизу транспортної розв'язки на перетині вулиць Артемівської та Гірничої в Куйбишевському районі міста Донецька.

## Нагороди
15 липня 2014 року — за особисту мужність і героїзм, виявлені у захисті державного суверенітету та територіальної цілісності України, вірність військовій присязі під час російсько-української війни, відзначений — нагороджений орденом «За мужність» III ступеня (посмертно).